# 宮本小百合
宮本 小百合（みやもと さゆり、1985年5月19日 - ）は、日本の元女子バレーボール選手。9人制実業団チームのパナソニックESブルーベルズに所属していた。元全日本女子代表。

## 来歴
愛媛県出身。小学3年次よりバレーボールを始める。中学時代は愛媛県選抜チームに選出された経験があり、「レベルの高いバレー」を目指して関西の名門大阪国際滝井高校に進んだ。
大阪国際滝井高校時代は村田奈都美・小林亜里沙と同期でポジションはライトやセッター、リベロなどを務めた。
卒業後は松下電池工業に入社し、同社バレーボール部（9人制）に所属した。2014年3月に同部は休部となり、パナソニック株式会社 エコソリューションズ社に全体移籍した。
同年4月、全日本女子の登録メンバーとなり、5月に開催されたモントルーバレーマスターズに出場した。9人制でのポジションはバックセンターだが、全日本（6人制）ではリベロ登録である。9人制チームの選手が全日本入りするのは1994年の安井栄子に続き史上二人目。
2015年1月の第83回全日本9人制総合選手権を最後に現役を引退し、社業に専念。

## 球歴
- 全日本代表 - 2014年

## 所属チーム
- 松山市立拓南中学校
- 大阪国際滝井高校
- 松下電池工業・パナソニックエナジー（2004-2014年）
- パナソニックESブルーベルズ（2014-2015年）